# Mike Rich
Mike Rich (Enterprise, 1959) è uno sceneggiatore statunitense.

## Filmografia

### Cinema
- Scoprendo Forrester (Finding Forrester), regia di Gus Van Sant (2000)
- Un sogno, una vittoria (The Rookie), regia di John Lee Hancock (2002)
- Mi chiamano Radio (Radio), regia di Mike Tollin (2003)
- Nativity (The Nativity Story), regia di Catherine Hardwicke (2006)
- Un anno da ricordare (Secretariat), regia di Randall Wallace (2010)